# Cruis'n USA
Cruis'n USA är ett racingspel från 1994, ursprungligen utvecklat av Midway Games samt utgivet av Nintendo. Spelet var ursprungligen ett arkadspel, som senare porterades till Nintendo 64.

## Handling
Spelet utspelar sig i USA, och är det första i Cruis'n-serien.
Porteringen till Nintendo 64 innebar censur, bland annat blev det omöjligt att köra över djur på vägarna. Även scener med Bill och Hillary Clinton censurerades bort. Detta ledde till omfattande så kallad "e-mailbombardering" mot spelutvecklarna.

### Fotnoter
1. ↑  Vince Pontarelli. ”Vince Pontarelli Sound Designer & Composer”. Vince Pontarelli. Arkiverad från originalet den 26 april 2014. https://web.archive.org/web/20140426215552/http://vincepontarelli.com/VINCEPONTARELLI/HOME.html. Läst 26 april 2014.
2. ↑  ”Nintendo to censor Cruis'n”. IGN. http://ign64.ign.com/articles/060/060333p1.html.
3. ↑  ”Results of Cruis'n USA Poll”. IGN. http://ign64.ign.com/articles/060/060354p1.html.